# Penepodium princeps
Penepodium princeps är en biart som först beskrevs av Kohl 1902.  Penepodium princeps ingår i släktet Penepodium och familjen grävsteklar. Inga underarter finns listade i Catalogue of Life.